# Leonor Carlota de Sajonia-Lauenburgo-Franzhagen
Leonor Carlota de Sajonia-Lauenburgo-Franzhagen (en alemán : Eleonore Charlotte von Sachsen-Lauenburg, n. 8 de agosto de 1646 en Marienfließ en Pomerania; f. 26 de enero de 1709 en el castillo de Franzhagen , Schulendorf) fue una duquesa de Sajonia-Lauenburgo por nacimiento y, por matrimonio, duquesa de Schleswig-Holstein-Sonderburg-Franzhagen , cuya línea y legado territorial cofundó.

## Biografía
Leonor Carlota era la menor de dos hijas del duque Francisco Enrique de Sajonia-Lauenburgo (1604–1658), quien mantuvo a Franzhagen como un infantazgo desde su matrimonio con Marie Juliane (1612–1665), hija de Juan VII, conde de Nassau-Siegen .
Se casó el 1 de noviembre de 1676 con el duque Cristián Adolfo de Schleswig-Holstein-Sonderburg-Franzhagen (1641-1702). Después de la muerte de su hermana mayor Erdmuthe Sofia en 1689, Eleonore Charlotte se convirtió en la heredera de Franzhagen con el Castillo correspondiente . En 1667, Christian Adolph y sus propiedades hereditarias se declararon en bancarrota, y el rey Federico III de Dinamarca, como  señor, retiró el feudo . Leonor Carlota viajó a Copenhague y negoció personalmente pero sin éxito con el rey para el regreso de los territorios. Su cónyuge recibió un estipendio anual, que ayudó a la pareja a financiar un estilo de vida principesco.
Después de la muerte de su primo Julio Francisco de Sajonia-Lauenburgo , el último duque de Sajonia-Lauenburgo, Leonor Carlota, como sus hijas Ana Maria  y Sibila de Sajonia-Lauenburgo  , argumentaron sin éxito que debía heredar. 
Después de que Jorge Guillermo de Brunswick-Luneburgo , príncipe de Celle , conquistó con éxito y anexó Sajonia-Lauenburgo propiamente, Leonor Carlota continuó persiguiendo su sucesión en el exclave Sajonia-Lauenburgo de la Tierra de Hadeln , que, sin embargo, quedó bajo imperial administración. Sin embargo, según la ley Salics, a las mujeres no se les permitía heredar. [1]
La pareja se mudó al castillo de Franzhagen en el ducado de Sajonia-Lauenburgo, que Leonor Carlota había heredado, fundando así la línea Schleswig-Holstein-Sonderburg-Franzhagen. Después de la muerte de su esposo, Leonor Carlota mantuvo el castillo como dote , porque sus dos hijos se habían casado morganáticamente .

## Descendencia
En 1676 contrajo matrimonio con Cristián Adolfo de Schleswig-Holstein-Sonderburg-Franzhagen
La pareja tuvo los siguientes hijos:
- Leopoldo Cristián de Schleswig-Holstein-Franzhagen  (1678-1707)
- Luis Carlos de Schleswig-Holstein-Franzhagen (1684-1707)
- Johann Franz (Franzhagen, 30 de julio de 1685 - Franzhagen, 22 de enero de 1687)

| Predecesor: Erdmann | Duquesa de Sajonia-Lauenburgo-Franzhagen 1660-1676 | Sucesor: Título Abolido |

- Esta obra contiene una traducción  derivada de «Eleonore_Charlotte of Saxe-Lauenburg-Franzhagen» de Wikipedia en inglés, publicada por sus editores bajo la Licencia de documentación libre de GNU y la Licencia Creative Commons Atribución-CompartirIgual 4.0 Internacional.

- Datos: Q1328054